# Золотой ромб
Золото́й ромб — ромб, чьи диагонали относятся друг к другу как {\displaystyle \varphi }, где {\displaystyle \varphi \approx 1,618} (золотое сечение).

Золотой ромб

## Свойства
Углы золотого ромба равны:
- Острые углы: {\displaystyle 2\arctan {\frac {1}{\varphi }}=\arctan 2\approx 63,43495}°
- Тупые углы: {\displaystyle 2\arctan \varphi =\arctan 1+\arctan 3\approx 116,56505}°, которые совпадают с двугранным углом додекаэдра.

Отношение стороны золотого ромба к его короткой диагонали равно {\displaystyle {\frac {1}{2}}{\sqrt {1+\varphi ^{2}}}={\frac {1}{4}}{\sqrt {10+2{\sqrt {5}}}}\approx 0.95106}.
Длины диагоналей золотого ромба с длиной стороной 1 равны:
{\displaystyle p={\frac {2+2{\sqrt {5}}}{\sqrt {10+2{\sqrt {5}}}}}\approx 1.70130}
{\displaystyle q={\frac {4}{\sqrt {10+2{\sqrt {5}}}}}\approx 1.05146}
Радиус вписанной окружности золотого ромба равен {\displaystyle {\frac {p\varphi }{\sqrt {2(5+{\sqrt {5}})}}}}.
Площадь золотого ромба равна {\displaystyle {\frac {p^{2}}{1+{\sqrt {5}}}}}.
Золотой прямоугольник может быть описан вокруг золотого ромба.